# 4156 Okadanoboru
4156 Okadanoboru eller 1988 BE är en asteroid i huvudbältet, som upptäcktes den 16 januari 1988 av den japanske amatörastronomen Takuo Kojima i Chiyoda. Den är uppkallad efter japanen Noboru Okada.
Asteroiden har en diameter på ungefär 15 kilometer.